# 相生警察署
相生警察署（あいおいけいさつしょ）は兵庫県警察が管轄する警察署の一つで、西播方面に属す。署長の階級は警視。

## 所在地
- 兵庫県相生市陸本町11番26号

## 管轄区域
- 相生市、赤穂郡上郡町

## 交番
- 相生駅前交番（相生市本郷町）
- 那波野交番（相生市那波野）
- 中央通交番（相生市旭）
- 丘の台交番（相生市那波南本町）
- 若狭野交番（相生市若狭野町八洞）
- 上郡橋交番（赤穂郡上郡町上郡）
- 上郡駅前交番（赤穂郡上郡町駅前）
- 科学公園都市交番（赤穂郡上郡町光都）

## 駐在所
- 矢野駐在所（相生市矢野町上）
- 中野駐在所（赤穂郡上郡町中野）
- 梨ヶ原駐在所（赤穂郡上郡町梨ヶ原）
- 八保駐在所（赤穂郡上郡町八保甲）
- 赤松駐在所（赤穂郡上郡町赤松）
- 野桑駐在所（赤穂郡上郡町野桑）